# Mareanivka, Holovanivsk
Mareanivka (în ucraineană Мар`янівка) este un sat în comuna Rozkișne din raionul Holovanivsk, regiunea Kirovohrad, Ucraina.

## Demografie
Componența lingvistică a localității Mareanivka
     Ucraineană (88,3%)
     Română (10,64%)
     Rusă (1,06%)
Conform recensământului din 2001, majoritatea populației localității Mareanivka era vorbitoare de ucraineană (88,3%), existând în minoritate și vorbitori de română (10,64%) și rusă (1,06%).